# Stanley Raghoebarsing
Kermechend Stanley (Stanley/Stan) Raghoebarsing (Paramaribo, 6 september 1956) is een Surinaams politicus en bestuurder. Hij was minister van Planning en Ontwikkelingssamenwerking van 2000 tot 2005, van Landbouw, Veeteelt en Visserij van 2005 tot 2010 en van Financiën en Planning van 2020 tot 2025.

## Biografie
Stanley Raghoebarsing studeerde vanaf 1974 economie aan de Universiteit van Tilburg en slaagde hier in 1981 met de graad van doctorandus (master). Tegelijkertijd volgde hij van 1978 tot 1980 een studie in landbouw en economie aan de Landbouwuniversiteit in Wageningen, eveneens in Nederland. In 1999 volgde hij nog een cursus in housing finance aan de Wharton School in Philadelphia. Van 1982 tot 1991 werkte hij als econoom op het Landbouw, Veeteelt en Visserij (LVV) en in de tien jaar erna als manager en consultant in het bedrijfsleven.
In 2000 werd hij namens de Vooruitstrevende Hervormings Partij (VHP) minister van Planning en Ontwikkelingssamenwerking (PLOS) in het kabinet-Venetiaan. Na de verkiezingen van mei 2005 kwam Raghoebarsing als een van de weinige ministers terug in het nieuwe kabinet onder leiding van Venetiaan maar ditmaal als minister van LVV. Begin jaren 2010 was hij voorzitter het Dr. Mr. Drs. Jnan Adhin Kennisinstituut van de VHP.
In september 2020 benoemde president Santokhi Raghoebarsing tot regeringscommissaris bij de Centrale Bank van Suriname (CBvS). Daarnaast was hij adviseur van Armand Achaibersing, de minister van Financiën en Planning. Terwijl in 2022 de wisselkoers van de Surinaamse dollar sterk daalde, nam Raghoebarsing plaats in het team van de CBvS dat de maatregelen ertegen evalueert.
Op 13 december 2022 volgde hij Armand Achaibersing op als minister van Financiën en Planning. Achaibersing was enkele maanden eerder opgestapt vanwege persoonlijke redenen. In september 2023 maakte hij geld vrij voor een tweede Nationale Risico Analyse, voor een update van de situatie. Uit het onderzoek over 2019-2020 was Suriname nog als een medium tot high risk land uit de bus gekomen.